# کیسی فیر
کیسی فیر (انگلیسی: Casey Phairکره‌ای: 케이시 유진 페어؛ زادهٔ ۲۹ ژوئن ۲۰۰۷) بازیکن فوتبال اهل کره جنوبی است. او به عنوان مهاجم در لیگ ملی فوتبال زنان در باشگاه انجل سیتی و تیم ملی فوتبال زنان کره جنوبی بازی می‌کند. او جوان‌ترین بازیکن جام جهانی فوتبال زنان است که در سال ۲۰۲۳ با ۱۶ سال و ۲۶ روز به میدان رفته است.
او یک کره‌ای-آمریکایی است که در نیوجرسی ایالات متحده بزرگ شده است، فیر نخستین چند فرهنگی فوتبالیست بود که به اردوی تیم ملی کره جنوبی دعوت شد.
وی همچنین در تیم‌های ملی فوتبال زیر ۱۷ سال کره جنوبی و بزرگسالان کره جنوبی بازی کرده است.
وی در مسابقات کشوری و بین‌المللی در مجموع برندهٔ ۱ مدال برنز شده است.
او سابقه حضور در مسابقات مقدماتی فوتبال المپیک تابستانی ۲۰۲۴ را در کارنامه خود دارد و موفق شده در این مسابقات ۳ گل به ثمر برساند.

## اوایل زندگی
فیر در کره جنوبی به دنیا آمد. پدر وی آمریکایی و مادر او کره‌ای است.
خانواده او زمانی که او یک ماهه بود به ایالات متحده نقل مکان کردند.
ساکن سابق در اکسیتر در ایالت نیوهمپشایر، سپس به وارن در ایالت نیوجرسی نقل مکان کرد، جایی که او در آن فوتبال بازی کردن را در مدرسه پینگری آغاز کرد، و سپس به عضویت آکادمی پیشرفت بازیکنان در نیوجرسی در آمد.

## دوران حرفه‌ای باشگاهی

### باشگاه فوتبال انجل سیتی
در پی درخشش در جام جهانی فوتبال زنان ۲۰۲۳، فیر با چند باشگاه فوتبال از جمله انجل سیتی اف‌سی، اسکای بلو اف‌سی و کانزاس سیتی کارنت مذاکره کرد.
در ۱۸ ژانویه ۲۰۲۴، انجل سیتی اف‌سی اعلام کرد که قراردادی سه ساله با فیر عقد شده است. او با این قرارداد، جوانترین بازیکن تاریخ تیمش لقب گرفت.
او نخستین بازی خود با پیراهن باشگاه جدیدش را ۲۶ ژوئیه ۲۰۲۴ در جام تابستان در برابر بای اف‌سی به عنوان بازیکن تعویضی در دقیقه ۶۶ انجام داد. 

## حرفه ملی
فیر پیش از دعوت به تیم ملی بزرگسالان، ابتدا به تیم ملی زیر ۱۷ سال کره جنوبی دعوت شد. او مسیر صعود تیمش به جام ملت‌های آسیای کمتر از ۱۷ سال را با زدن ۲ گل به تاجیکستان و ۳ گل به هنگ کنگ، هموار کرد.
در جام جهانی ۲۰۲۳، فیر به عنوان یار تعویضی به میدان رفت و به جوان‌ترین بازیکن فوتبال در جام جهانی بزرگسالان (چه مردان و چه زنان) تبدیل شد. این بازی نخستین بازی کره جنوبی بود که در برابر کلمبیا برگزار شد. فیر در روز بازی (۲۵ ژوئیه ۲۰۲۳) تنها ۱۶ سال و ۲۶ روز سن داشت.
این رکورد پیشتر در اختیار ایفانی چیجین، بازیکن فقید تیم ملی نیجریه بود.
فیر در هر سه بازی تیم ملی کره در مرحله گروهی جام جهانی به میدان رفت و نخستین بازی به عنوان بازیکن ثابت تیمش را در برابر تیم ملی فوتبال زنان آلمان بازی کرد که در نهایت با نتیجه ۱-۱ به پایان رسید.
فیر نخستین گل ملی خود را در برابر تایلند در مرحله دوم مسابقات مقدماتی المپیک ۲۰۲۴ به ثمر رساند. او در این بازی موفق به هت‌تریک شد و کره جنوبی با نتیجه ۱۰-۱ به پیروزی دست یافت.
در پی این گل، وی پس از جی سو یون دومین بازیکن جوان تیم ملی بزرگسالان شد که توانسته در یک بازی گلزنی کند  و تبدیل به جوانترین بازیکن کره‌ای (زنان و مردان) شد که توانسته در یک مسابقه هت‌تریک کند.
در ۱۰ اکتبر ۲۰۲۴،‌ فیر برای حضور در جام جهانی فوتبال زنان زیر ۱۷ سال به تیم ملی کره جنوبی زیر ۱۷ سال دعوت شد.

## آمار حرفه‌ای

### باشگاهی
بازی‌های انجام داده تا تاریخ ۲۶ ژوئیه ۲۰۲۴
| باشگاه         | فصل  | لیگ  | لیگ  | لیگ | جام حذفی | جام حذفی | پلی‌آف | پلی‌آف | کل   | کل |
| باشگاه         | فصل  | سطح  | بازی | گل  | بازی     | گل       | بازی  | گل    | بازی | گل |
| -------------- | ---- | ---- | ---- | --- | -------- | -------- | ----- | ----- | ---- | -- |
| انجل سیتی اف‌سی | ۲۰۲۴ | NWSL | ۰    | ۰   | ۱        | ۰        | –     | –     | ۱    | ۰  |
| کل             | کل   | کل   | ۰    | ۰   | ۱        | ۰        | ۰     | ۰     | ۱    | ۰  |

1. ↑  شامل پلی‌آف لیگ ملی.

### ملی
بازی‌های انجام داده تا تا تاریخ ۵ June ۲۰۲۴
| تیم ملی   | سال  | بازی | گل |
| --------- | ---- | ---- | -- |
| کره جنوبی | ۲۰۲۳ | ۶    | ۳  |
| کره جنوبی | ۲۰۲۴ | ۶    | ۱  |
| کل        | کل   | ۱۲   | ۴  |

| شمار. | تاریخ         | ورزشگاه                          | رقیب   | گل  | نتیجه | رقابت               | منبع.         |
| ----- | ------------- | -------------------------------- | ------ | --- | ----- | ------------------- | ------------- |
| ۱     | ۲۶ اکتبر ۲۰۲۳ | ورزشگاه اگرست شیامن، شیامن، چین  | تایلند | ۱–۰ | ۱۰–۱  | انتخابی المپیک ۲۰۲۴ | [ ۱۶ ] [ ۱۷ ] |
| ۲     | ۲۶ اکتبر ۲۰۲۳ | ورزشگاه اگرست شیامن، شیامن، چین  | تایلند | ۶–۰ | ۱۰–۱  | انتخابی المپیک ۲۰۲۴ | [ ۱۶ ] [ ۱۷ ] |
| ۳     | ۲۶ اکتبر ۲۰۲۳ | ورزشگاه اگرست شیامن، شیامن، چین  | تایلند | ۷–۰ | ۱۰–۱  | انتخابی المپیک ۲۰۲۴ | [ ۱۶ ] [ ۱۷ ] |
| ۴     | ۲۴ فوریه ۲۰۲۴ | سیداده دو فوتبال، اوئیرش، پرتغال | چک     | ۲–۰ | ۲–۱   | دوستانه             | [ ۱۹ ]        |